# Список двуязычных и моноязычных муниципалитетов Финляндии

Официально монолингвальные финноговорящие муниципалитеты
Билингвальные муниципалитеты с доминированием финского языка
Билингвальные муниципалитеты с доминированием шведского языка
Монолингвальные шведскоговорящие муниципалитеты (включая Аландские острова)
Саамские билингвальные муниципалитеты

В данной статье будет приведен список муниципалитетов и количество жителей в процентном соотношении говорящих на тех или иных языках распространенных в Финляндии.
В 53 муниципалитетах Финляндии, финский язык не является единственным официальным языком. В Финляндии, по данным на 31 декабря 2013 года, 89,3 % населения говорят по-фински, 5,3 % по- шведски и 0,04 % на саамских языках. И финский и шведский являются официальными языками Финляндии.. По официальным данным, муниципалитет является двуязычным, если представители языкового меньшинства составляют по крайней мере, 8 % населения муниципалитета, или, по крайней мере, 3000 носителей языка. А ранее двуязычные муниципалитеты требовали планку от 6 до 8 % носителей. Если доля носителей падает ниже 6 %, то муниципалитет может остаться двуязычным по постановлению правительства, по рекомендации городского совета, в течение последующих десяти лет. Муниципалитеты, которые используют правила о 3000 носителей, включают в себя столицу государства Хельсинки и культурный центр шведских финнов, Турку. На Аландском архипелаге, где финский практически отсутствует в повседневной жизни, закон о языке не принимался. На материке, самая высокая доля шведскоговорящих находится на западном побережье, в Похьянмаа.
Из 317 финских муниципалитетов, 17 являются монолингвальными, в том числе 16 где шведский является единственным языком, на Аландских островах. 32 муниципалитетов где распространены два языка финский и шведский; из них 14 имеют шведоязычное большинство и только 18 финноязычное Четыре муниципалитета, все расположенные в Лапландии, имеют финноязычное большинство и саамоговорящее меньшинство:. Энонтекио, Инари, Соданкила и Утсйоки. Первоначально только шведский был предоставлен как официальный язык, согласно закону об языке 1922 года; Аналогичные положения были распространены на саамские языки с помощью закона 1991 года.
Закон 1922 года был заменен новым, но в значительной степени аналогичным законом в 2003 году.

## Муниципалитеты
| Название на языке большинства | Название на языках меньшинства                                      | Название общины на русском языке | Язык                                      | Процент населения официально говорящем на другом языке кроме финского на 31 декабря 2013 | Провинции                            |
| ----------------------------- | ------------------------------------------------------------------- | -------------------------------- | ----------------------------------------- | ---------------------------------------------------------------------------------------- | ------------------------------------ |
| Brändö                        | —                                                                   | Брандё                           | Монолингвальный Шведский                  | 78.7                                                                                     | Аландские острова                    |
| Eckerö                        | —                                                                   | Эккерё                           | Монолингвальный Шведский                  | 89.1                                                                                     | Аландские острова                    |
| Enontekiö                     | северносаам. Eanodat швед. Enontekis                                | Энонтекиё                        | Финское большинство, Саамское меньшинство | 10.8                                                                                     | Лапландия                            |
| Espoo                         | Esbo                                                                | Эспоо                            | Финское большинство, Шведское меньшинство | 7.8                                                                                      | Уусимаа                              |
| Finström                      | —                                                                   | Финстрём                         | Монолингвальный Шведский                  | 91.7                                                                                     | Аландские острова                    |
| Föglö                         | —                                                                   | Фёглё                            | Монолингвальный Шведский                  | 85.7                                                                                     | Аландские острова                    |
| Geta                          | —                                                                   | Ета (Аландские острова)          | Монолингвальный Шведский                  | 87.2                                                                                     | Аландские острова                    |
| Hammarland                    | —                                                                   | Хаммарланд                       | Монолингвальный Шведский                  | 92.5                                                                                     | Аландские острова                    |
| Hanko                         | Hangö                                                               | Ханко (город)                    | Финское большинство, Шведское меньшинство | 42.8                                                                                     | Уусимаа                              |
| Helsinki                      | Helsingfors                                                         | Хельсинки                        | Финское большинство, Шведское меньшинство | 5.9                                                                                      | Уусимаа                              |
| Inari                         | инари-саам. Aanaar северносаам. Anár колтта-саам. Aanar швед. Enare | Инари (община)                   | Финское большинство, Саамское меньшинство | 6.4                                                                                      | Лапландия                            |
| Ingå                          | Inkoo                                                               | Инга (Инкоо)                     | Шведское большинство, Финское меньшинство | 54.3                                                                                     | Уусимаа                              |
| Jakobstad                     | Pietarsaari                                                         | Пиетарсаари (Якобстад)           | Шведское большинство, Финское меньшинство | 55.8                                                                                     | Похьянмаа                            |
| Jomala                        | —                                                                   | Йомала                           | Монолингвальный Шведский                  | 90.1                                                                                     | Аландские острова                    |
| Kaskinen                      | Kaskö                                                               | Каскинен                         | Финское большинство, Шведское меньшинство | 28.5                                                                                     | Похьянмаа                            |
| Kauniainen                    | Grankulla                                                           | Кауниайнен                       | Финское большинство, Шведское меньшинство | 35.9                                                                                     | Уусимаа                              |
| Kimitoön                      | Kemiönsaari                                                         | Кимиёнсаари                      | Шведское большинство, Финское меньшинство | 70.3                                                                                     | Варсинайс-Суоми Собственно Финляндия |
| Kirkkonummi                   | Kyrkslätt                                                           | Киркконумми                      | Финское большинство, Шведское меньшинство | 17.6                                                                                     | Уусимаа                              |
| Kökar                         | —                                                                   | Чёкар                            | Монолингвальный Шведский                  | 88.4                                                                                     | Аландские острова                    |
| Kokkola                       | Karleby                                                             | Коккола                          | Финское большинство, Шведское большинство | 13.1                                                                                     | Центральная Остроботния              |
| Korsholm                      | Mustasaari                                                          | Корсхольм                        | Шведское большинство, Финское меньшинство | 69.0                                                                                     | Остроботния                          |
| Korsnäs                       | —                                                                   | Корсняс                          | Монолингвальный Шведский                  | 87.2                                                                                     | Остроботния                          |
| Kristinestad                  | Kristiinankaupunki                                                  | Кристийнанкаупунки               | Шведское большинство, Финское меньшинство | 55.4                                                                                     | Остроботния                          |
| Kronoby                       | Kruunupyy                                                           | Круунупюу                        | Шведское большинство, Финское меньшинство | 80.7                                                                                     | Остроботния                          |
| Kumlinge                      | —                                                                   | Кумлинге                         | Монолингвальный Шведский                  | 90.3                                                                                     | Аландские острова                    |
| Lapinjärvi                    | Lappträsk                                                           | Лапинъярви                       | Финское большинство, Шведское меньшинство | 32.8                                                                                     | Уусимаа                              |
| Larsmo                        | Luoto                                                               | Ларсмо (Луото)                   | Монолингвальный Шведский                  | 92.5                                                                                     | Остроботния                          |
| Lemland                       | —                                                                   | Лемланд                          | Монолингвальный Шведский                  | 92.9                                                                                     | Аландские острова                    |
| Lohja                         | Lojo                                                                | Лохья                            | Финское большинство, Шведское меньшинство | 3.5                                                                                      | Уусимаа                              |
| Loviisa                       | Lovisa                                                              | Ловийса                          | Финское большинство, Шведское меньшинство | 42.0                                                                                     | Уусимаа                              |
| Lumparland                    | —                                                                   | Лумпарланд                       | Монолингвальный Шведский                  | 91.0                                                                                     | Аландские острова                    |
| Malax                         | Maalahti                                                            | Малакс                           | Шведское большинство, Финское меньшинство | 86.1                                                                                     | Остроботния                          |
| Mariehamn                     | Maarianhamina                                                       | Мариехамн                        | Монолингвальный Шведский                  | 85.7                                                                                     | Аландские острова                    |
| Myrskylä                      | Mörskom                                                             | Мюрскюля                         | Финское большинство, Шведское меньшинство | 9.8                                                                                      | Уусимаа                              |
| Närpes                        | Närpiö                                                              | Нерпес                           | Монолингвальный Шведский                  | 84.8                                                                                     | Остроботния                          |
| Nykarleby                     | Uusikaarlepyy                                                       | Уусикаарлепюу                    | Шведское большинство, Финское меньшинство | 87.3                                                                                     | Остроботния                          |
| Pargas                        | Parainen                                                            | Парайнен                         | Шведское большинство, Финское меньшинство | 56.4                                                                                     | Варсинайс-Суоми                      |
| Pedersöre                     | Pedersören kunta                                                    | Педерсёре                        | Шведское большинство, Финское меньшинство | 89.7                                                                                     | Остроботния                          |
| Porvoo                        | Borgå                                                               | Порвоо                           | Финское большинство, Шведское меньшинство | 30.4                                                                                     | Уусимаа                              |
| Pyhtää                        | Pyttis                                                              | Пюхтяа                           | Финское большинство, Шведское меньшинство | 8.1                                                                                      | Кюменлааксо                          |
| Raseborg                      | Raasepori                                                           | Расеборг                         | Шведское большинство, Финское меньшинство | 65.4                                                                                     | Уусимаа                              |
| Saltvik                       | —                                                                   | Сальтвик                         | Монолингвальный Шведский                  | 92.8                                                                                     | Аландские острова                    |
| Sipoo                         | Sibbo                                                               | Сипоо                            | Финское большинство, Шведское меньшинство | 35.6                                                                                     | Уусимаа                              |
| Siuntio                       | Sjundeå                                                             | Сиунтио                          | Финское большинство, Шведское меньшинство | 29.6                                                                                     | Уусимаа                              |
| Sodankylä                     | инари-саам. Suáđigil северносаам. Soađegilli колтта-саам. Suäˊđjel  | Соданкюля                        | Финское большинство, Саамское Меньшинство | 1.6                                                                                      | Лапландия                            |
| Sottunga                      | —                                                                   | Соттунга                         | Монолингвальный Шведский                  | 91.0                                                                                     | Аландские острова                    |
| Sund                          | —                                                                   | Сунд                             | Монолингвальный Шведский                  | 92.3                                                                                     | Аландские острова                    |
| Turku                         | Åbo                                                                 | Турку                            | Финское большинство, Шведское меньшинство | 5.4                                                                                      | Варсинайс-Суоми Собственно Финляндия |
| Utsjoki                       | северносаам. Ohcejohka инари-саам. Uccjuuhâ колтта-саам. Uccjokk    | Утсйоки                          | Финское большинство,Саамское меньшинство  | 46.0                                                                                     | Лапландия                            |
| Vaasa                         | Vasa                                                                | Вааса                            | Финское большинство, Шведское меньшинство | 22.7                                                                                     | Остроботния                          |
| Vantaa                        | Vanda                                                               | Вантаа                           | Финское большинство, Шведское меньшинство | 2.7                                                                                      | Уусимаа                              |
| Vårdö                         | —                                                                   | Вордё                            | Монолингвальный Шведский                  | 90.1                                                                                     | Аландские острова                    |
| Vörå                          | Vöyri                                                               | Вёюри                            | Шведское большинство, Финское меньшинство | 82.6                                                                                     | Остроботния                          |